# Ruud van Hemert
Rudolf Victor Constantijn Gijsbertus Maria (Ruud) van Hemert (Amsterdam, 29 oktober 1938 – Wapserveen, 5 juli 2012) was een Nederlands film- en televisieregisseur. Hij is vooral bekend geworden door de speelfilm Schatjes!, wat een kassucces was en een vervolg kreeg (Mama is boos!) die ook veel bezoekers trok. Hij was een zoon van televisieregisseur Willy van Hemert en danseres Miep Kronenburg. Zijn broer Hans was muziekproducent, zijn zuster Ellen was actrice.

## Biografie
Van Hemert begon zijn carrière als maker van televisieprogramma's bij onder andere de VARA en de VPRO, waar hij begin jaren 70 onder andere samenwerkte met Wim T. Schippers aan de programma's De Fred Haché Show en Barend is weer bezig!. In 1984 speelde hij zelf een rol in de televisieserie Opzoek naar Yolanda als de bakker.
Ook in 1984 maakte hij zijn speelfilmdebuut met de succesvolle film Schatjes!. Deze film gaat over een gezin waarvan de ouders ruzie krijgen met de kinderen. De ruzie mondt uit in een ware guerrillaoorlog met fatale gevolgen voor beide ouders. Schatjes! trok 1,05 miljoen bezoekers naar de bioscoop.
Hierna maakte Van Hemert een vervolg hierop met Mama is boos! (1986), een film waarin hetzelfde gezin weer centraal staat maar waarin nu de ouders met elkaar op de vuist gaan, met als inzet de kinderen. De film was ook een succes. 

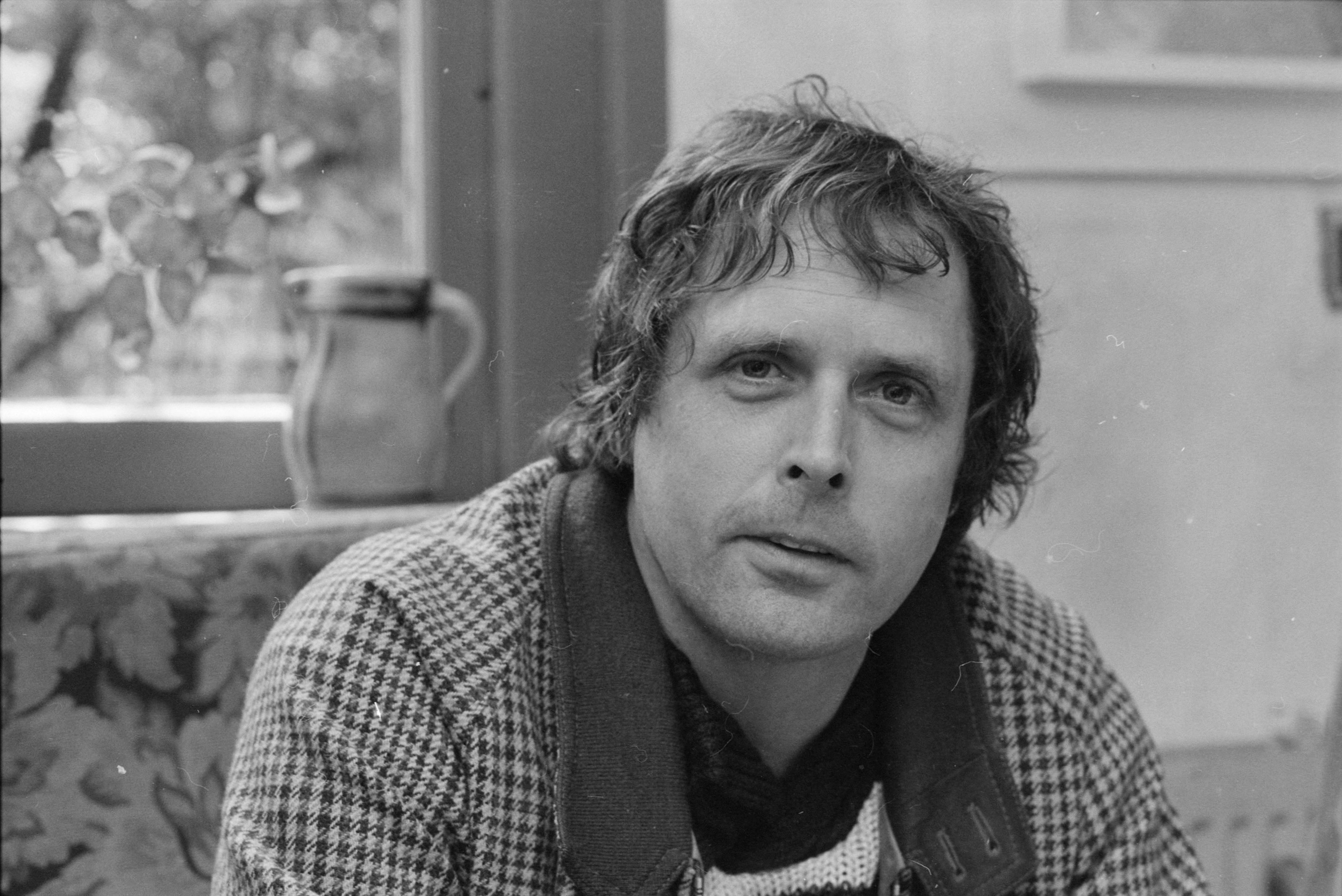
Ruud van Hemert in 1980

In 1988 maakte Van Hemert Honneponnetje, een sekskomedie over een meisje van 16 dat haar hele leven in een klooster is opgegroeid en voor het eerst naar de stad trekt om daar de lichamelijke liefde te ontdekken. Hoewel bezoekersaantallen destijds als teleurstellend werden ervaren, trok de film toch zo'n 300.000 bezoekers.
In 2001 maakte hij een comeback naar het witte doek met het drama Ik ook van jou, een verfilming van het gelijknamige boek van Ronald Giphart. In 2004 maakte hij de romantische komedie Feestje!, dat slechts 78.000 bezoekers trok.
Van Hemert stond bekend om de harde aanpak van zijn acteurs, waardoor hij de bijnaam 'Bruut Van Hemert' kreeg.
Bij Van Hemert werd in de loop van 2011 een ernstige vorm van keelkanker ontdekt. Hij overleed op 5 juli 2012 in zijn slaap in het buitenhuis van vrienden in Wapserveen.
Pas na zijn dood bleek dat hij een boek (De Bruut) geschreven had waarin hij terugblikte op zijn carrière (iets wat tegengesproken wordt door zowel de uitgiftedatum van het boek, als de inhoud waarin duidelijk al de naam van de uitgever (Gigaboek) genoemd wordt) Hierin luidt zijn conclusie dat hij een soort omgekeerde carrière achter de rug had. Bij elke volgende film liep het bezoekersaantal terug, bij elke volgende film werd zijn honorarium minder, en bij elke volgende film was er meer gesodemieter.

## Filmografie
- Schatjes! (1984)
- Mama is boos! (1986)
- Honneponnetje (1988)
- Ik ook van jou (2001)
- Feestje! (2004)

- Digitale Bibliotheek voor de Nederlandse Letteren: heme015
- International Standard Name Identifier: 0000 0001 3366 184X
- MusicBrainz: a56fefbc-6905-40a3-8608-175537c341f7
- Nederlandse Thesaurus van Auteursnamen: 069700230
- Virtual International Authority File: 300609732
- WorldCat: E39PBJmHHmwfrJX9q3WJjYXcfq